# Защук
Защук — дворянский род.
Определением Правительствующего Сената от 11 марта 1874 года, майор Осип или Иосиф Семёнович Защук (1794—1874), по личным своим заслугам, утверждён в потомственном дворянском достоинстве, с правом на внесение во вторую часть дворянской родословной книги, вместе с детьми своими, сыновьями: капитаном Николаем, штабс-капитанами: Иосифом и Леонидом, поручиком Константином и дочерьми Юлией и Анной.
- Защук, Александр Иосифович (1828—1905) — русский генерал-майор, участник Севастопольской обороны
- Защук, Иосиф Иосифович (1845—1918) — русский генерал-лейтенант, военный писатель и журналист
- Защук, Леонид Иосифович (1847—?) — русский генерал-лейтенант, участник русско-японской войны.

## Описание герба
В лазоревом щите рука в золотых латах держит вверх серебряный меч с золотой рукояткой. Рука в локте пронзена серебряной стрелой остриём вниз.
Над щитом дворянский шлем с короной. Нашлемник: три страусовых пера: среднее — лазоревое, правое — золотое, левое — серебряное. Намёт: справа — лазоревый с золотом, слева — лазоревый с серебром. Герб Защука внесён в Часть 13 Общего гербовника дворянских родов Всероссийской империи, стр. 75.